# Artur Hoffmann (Politiker, März 1902)
Artur Hoffmann (* 26. März 1902 in Wermelskirchen; † 25. Oktober 1990 in Baden-Baden) war  ein deutscher Politiker (CDU) und Mitglied des Ernannten Braunschweigischen Landtages vom 21. Februar 1946 bis zum 21. November 1946.

## Quelle
- Barbara Simon: Abgeordnete in Niedersachsen 1946–1994. Biographisches Handbuch. Hrsg. vom Präsidenten des Niedersächsischen Landtages. Niedersächsischer Landtag, Hannover 1996, S. 168.

| Personendaten    | Personendaten             |
| ---------------- | ------------------------- |
| NAME             | Hoffmann, Artur           |
| KURZBESCHREIBUNG | deutscher Politiker (CDU) |
| GEBURTSDATUM     | 26. März 1902             |
| GEBURTSORT       | Wermelskirchen            |
| STERBEDATUM      | 25. Oktober 1990          |
| STERBEORT        | Baden-Baden               |